# CSI: Cyber (1.ª temporada)
A 1ª temporada de CSI: Cyber foi originalmente exibida pela CBS de 4 de março de 2015 até 13 de maio de 2015.

## Elenco e Personagens
Esta é a única temporada em que Peter MacNicol aparece na série como Simon Sifter.

### Elenco presente
| Personagem      | Intérprete          | Elenco principal  |
| --------------- | ------------------- | ----------------- |
| Avery Ryan      | Patricia Arquette   | Temporada inteira |
| Elijah Mundo    | James Van Der Beek  | Temporada inteira |
| Daniel Grummitz | Charley Koontz      | Temporada inteira |
| Brody Nelson    | Shad "Bow Wow" Moss | Temporada inteira |
| Raven Ramirez   | Hayley Kiyoko       | 10 episódios      |
| Simon Sifter    | Peter MacNicol      | Temporada inteira |

## Episódios
| #S | #T | Título                                       | Dirigido por    | Escrito por                                                                                    | Exibição original   | Audiência (em milhões) |
| --- | -- | -------------------------------------------- | --------------- | ---------------------------------------------------------------------------------------------- | ------------------- | ---------------------- |
| 1 | 1  | "Kidnapping 2.0 (Sequestro 2.0)"             | Eagle Egilsson  | Anthony E. Zuiker, Ann Donahue e Carol Mendelsohn                                              | 4 de Março de 2015  | 14.43                  |
| A Agente Especial Avery Ryan e sua equipe da Divisão de Crimes Cibernéticos do FBI investigam uma série de babás eletrônicas hackeadas, e Avery acredita que pode ser apenas uma pequena parte de uma conspiração maior de sequestro.                                                                                             |    |                                              |                 |                                                                                                |                     |                        |
| 2 | 2  | "CMND:\Crash (Comando Quebra)"               | Jeff T. Thomas  | Pam Veasey e Craig S. O'Neill                                                                  | 11 de Março 2015    | 9.71                   |
| Ryan e sua equipe são chamados quando um acidente de montanha-russa aparenta ter sido causado por alguém que invadiu um computador interno do brinquedo. |    |                                              |                 |                                                                                                |                     |                        |
| 3 | 3  | "Killer en Route (Assassinato em Curso)"     | Richard Lewis   | História por: Matt Whitney e Brandon Guercio Teleplay por: Kate Sargeant Curtis e Thomas Hoppe | 18 de Março de 2015 | 7.96                   |
| A equipe cibernética investiga quando o sistema de um aplicativo de carros de serviços de uma companhia é hackeado, a fim de permitir o acesso de um hacker com o intuito de fazer vítimas reais. Enquanto isso, Krumitz e sua irmã têm de lidar com a possibilidade de que o homem que matou seus pais seja libertado da prisão. |    |                                              |                 |                                                                                                |                     |                        |
| 4 | 4  | "Fire Code (Código de Fogo)"                 | Howard Deutch   | Matt Whitney                                                                                   | 25 de Março de 2015 | 8.16                   |
| Avery e sua equipe investigam uma nova ameaça cibernética que permite incendiários iniciar incêndios em residências por um método menos rastreável. Enquanto isso, a ex-esposa de Elijah lhe informa que está começando um novo emprego fora da cidade e quer levar a filha deles com ela.                                        |    |                                              |                 |                                                                                                |                     |                        |
| 5 | 5  | "Crowd Sourced (Visualizando o Perigo)"      | Eriq La Salle   | Craig O’Neill                                                                                  | 8 de Abril de 2015  | 8.25                   |
| A equipe Cyber deve localizar um homem bomba fixado em revelar a "verdade" por trás do excesso de confiança da sociedade na tecnologia. |    |                                              |                 |                                                                                                |                     |                        |
| 6 | 6  | "The Evil Twin (O Gêmeo do Mal)"             | Rob Bailey      | Pam Veasey                                                                                     | 15 de Abril de 2015 | 8.12                   |
| Avery e sua equipe investigam o assassinato de uma mulher cujos dispositivos eletrônicos indicam que ela estava viva por três dias depois da hora oficial da morte. |    |                                              |                 |                                                                                                |                     |                        |
| 7 | 7  | "URL, Interrupted (URL, Interrompida)"       | Kate Dennis     | Kate Sargeant Curtis                                                                           | 21 de Abril de 2015 | 8.42                   |
| A equipe Cyber é chamada quando uma vítima do colegial que sofre intenso cyberbullying por seus colegar promete se vingar. |    |                                              |                 |                                                                                                |                     |                        |
| 8 | 8  | "Selfie 2.0 (Selfie 2.0)"                    | Eagle Egilsson  | Anthony E. Zuiker                                                                              | 22 de Abril de 2015 | 8.27                   |
| A equipe Cyber do FBI investiga os raptos de mulheres jovens cujas páginas em redes sociais continuam sendo atualizadas. Além disso, Ryan ajuda Trish McCarthy a lidar com a morte de sua irmã, uma ex-paciente de Ryan. |    |                                              |                 |                                                                                                |                     |                        |
| 9 | 9  | "L0M1S (Pouso Forçado)"                      | Nathan Hope     | Michael Brandon Guercio                                                                        | 29 de Abril de 2015 | 7.23                   |
| A divisão de crimes cibernéticos investiga quando nove aviões que partiram do mesmo aeroporto enfrentam um ataque de coordenadas via Wi-Fi durante o voo. |    |                                              |                 |                                                                                                |                     |                        |
| 10 | 10 | "Click Your Poison (Escolha seu Veneno)"     | Dermott Downs   | Denise Hahn                                                                                    | 6 de maio de 2015   | 7.33                   |
| A Agente Especial Avery Ryan e sua equipe investigam quando um homem morre depois de tomar medicação que ele comprou de um anúncio em um site médico hackeado. |    |                                              |                 |                                                                                                |                     |                        |
| 11 | 11 | "Ghost in the Machine (Fantasma na Maquina)" | Alex Zakrzewski | Richard Catalani e Carly Soteras                                                               | 12 de maio de 2015  | 8.66                   |
| A equipe Cyber rastreia um assassino que hackeia em um popular jogo online que engana jogadores para entregar armas ilegais. |    |                                              |                 |                                                                                                |                     |                        |
| 12 | 12 | "Bit by Bit (Bit por Bit)"                   | Aaron Lipstadt  | Thomas Hoppe                                                                                   | 13 de maio de 2015  | 6.68                   |
| O time investiga quando um hacker usa uma falha de energia em Detroit para mascarar um latrocínio em uma loja de joias em que as gemas não eram o alvo principal. |    |                                              |                 |                                                                                                |                     |                        |
| 13 | 13 | "Family Secrets (Segredos de Familia)"       | Anton Cropper   | Craig O'Neill, Pam Veasey e Matt Whitney                                                       | 13 de maio de 2015  | 6.68                   |
| No primeiro fim de temporada da série, Avery enfrenta o hacker que divulgou informações de seus pacientes online quando ela ainda trabalhava como psicóloga. Enquanto isso, Krumitz confronta o homem que assassinou seus pais.                                                                                                   |    |                                              |                 |                                                                                                |                     |                        |